# Sminthurus viridis
La pulce dell'erba medica (Sminthurus viridis (Linnaeus, 1758)) è un esapode della famiglia degli Sminthuridae. Svolge un'azione parassitaria nei confronti delle piante erbacee (frumento, erba medica, barbabietola da zucchero, etc.).

## Habitat
Nativo dell'Europa, si trova in qualsiasi tipo di habitat terrestre, al punto che suoi esemplari sono stati trovati in Antartide.

È presente in Europa, Nord Africa, Cina, e Giappone; nel XIX secolo è stato introdotto accidentalmente in Australia, e all'inizio del XX secolo dall'Australia Occidentale è stato trasportato in Sudafrica. In Australia, dove non ci sono suoi antagonisti, la sua popolazione è nettamente superiore rispetto ad altri paesi.

## Anatomia
Della lunghezza di circa tre millimetri nell'età adulta, lo S. viridis ha sei gambe, come gli insetti; analogamente agli altri collemboli, è privo di ali ed è dotato di due ocelli. Il corpo, come nel caso degli altri Sminthuridae, ha la forma di due sfere attaccate l'una all'altra.
Ci sono due caratteristiche fondamentali che lo differenziano dagli insetti: la forcella ed il tubo ventrale, entrambi composti da una coppia di appendici fuse tra loro.
La forcella fuoriesce dal quarto segmento dell'addome, in posizione ventrale. Questo organo permette all'animale di saltare molto in alto, motivo per cui è chiamato, impropriamente, con il nome di pulce.
Il tubo ventrale protrude dal primo segmento addominale, ed è usato in vari modi:
- come placca per aderire alla superficie del suolo[5]
- come ausilio per rimettersi in posizione normale, nel caso l'animale si ritrovi capovolto sulla schiena[5]
- come strumento per succhiare fluidi[5]

Lo S. viridis, inoltre, presenta tutta una serie di caratteri peculiari, in quanto:
- il quarto segmento antennale è diviso in 18 sottosegmenti[5]
- grosse setole sono presenti sull'addome, in posizione dorsale[5]
- i margini dorsali del mucrone sono lisci[5]
- la colorazione è tra il verde ed il giallo, con chiazze dorsali marroni[5]
- i maschi, più piccoli delle femmine, possiedono delle antenne utili per afferrare le femmine durante l'accoppiamento[5]

## Ciclo vitale
Dopo il corteggiamento, il maschio depone uno spermatoforo, che viene poi usato dalla femmina per fecondare le proprie uova.
Le femmine depongono gruppi composti da 40-60 uova, preferibilmente su foglie morte; dopo averle deposte, le ricoprono con terra umida che esse prima hanno ingerito e poi emesso per via anale.
Le uova di solito si schiudono dopo 26-42 giorni, ma, se l'umidità è elevata, possono aprirsi nel giro di 8-10 giorni, cosicché è possibile avere, nel corso di un anno, fino a sei generazioni di S. viridis.
Dopo la nascita, le larve vanno incontro a sette mute successive, durante le quali crescono fino a raggiungere la dimensione massima di 3 millimetri.
Una volta raggiunta l'età adulta, lo S. viridis vive per circa 15 giorni.

## Alimentazione
Questa specie di solito si nutre di residui vegetali morti ed ife di funghi; può, talora, cambiare comportamento alimentare, trasformandosi in carnivora; in tal caso, gli esemplari di S. viridis si nutrono delle uova della Pegomya hyosciami, un dittero che vive alle spese della barbabietola, oppure aggrediscono altri collembola.

## Effetti sulle coltivazioni
Lo S. viridis vive alle spese di piante erbacee di vario genere (frumento, erba medica, bietole da zucchero, viti americane, ortaggi, ecc.). Esso può arrivare a ridurre il raccolto del 50%. Il suo effetto è particolarmente drammatico in Australia, dove non esistono suoi predatori.

## Metodi di lotta
Nei terreni infestati da quest'insetto è suggeribile evitare di coltivare, nell'ambito della rotazione, il frumento subito dopo l'erba medica: questa crea un ottimo ambiente per la proliferazione dello S. viridis, in quanto fa cadere sulla terra una grande quantità di foglie.
Trattamenti con esteri fosforici o con cloroderivati sono rimedi efficaci per disinfestare le coltivazioni da questa specie; un rimedio alternativo è l'utilizzo di acari predatori, in grado di frenarne la proliferazione, come il Neomolgus capillatus.